# Jean-Gabriel-Edouard Thomas
Jean-Gabriel-Edouard Thomas, francoski general, * 1880, † 1942.